# Distrito de Pastaza

División política del departamento de Loreto.

El distrito del Pastaza es uno de los seis que conforman la provincia de Datem del Marañón, ubicada en el departamento de Loreto en el Oriente del Perú.
Desde el punto de vista jerárquico de la Iglesia católica forma parte del Vicariato Apostólico de Yurimaguas, también conocido como Vicariato Apostólico de San Gabriel de la Dolorosa del Marañón.

## Geografía humana
En este distrito de la Amazonia peruana habitan la etnia Quechua, grupo Quechua del Pastaza y del Tigre,  autodenominado Alama / Inga y Kandoshi. 

## Historia
Distrito creado el 2 de julio de 1943.